# 1540
1540 (MDXL) a fost un an bisect al calendarului iulian, care a început într-o zi de joi.

## Evenimente
- 1540-1580: Constituirea mitropoliei Proilaviei (teritoriul actual al orașului Brăila), desființată în 1840.

## Nașteri
- 13 iulie: Francis Drake  (d. 1596)
- dată necunoscută: François Viète matematician francez (d. 1603)
- 28 ianuarie: Ludolph van Ceulen  (d. 1610)
- 3 iunie: Carol al II-lea, Arhiduce de Austria arhiduce de Austria (d. 1590)
- 7 iulie: Ioan Sigismund Zápolya  (d. 1571)
- 26 august: Magnus, duce de Holstein  (d. 1583)
- 16 noiembrie: Cecilia a Suediei  (d. 1627)
- dată necunoscută: Mihail Rogoza mitropolit de Kiev (d. 1599)
- dată necunoscută: Hans Eworth  (d. 1574)
- dată necunoscută: Ostilio Ricci matematician italian (d. 1603)
- 13 aprilie: Maria de' Medici (1540-1557)  (d. 1557)
- dată necunoscută: Magdalena Pietersz  (d. 1592)
- dată necunoscută: Jan Kraeck  (d. 1607)
- dată necunoscută: Pero de Magalhães Gandavo  (d. 1579)
- 21 decembrie: Thomas Allen (matematician)  (d. 1632)
- dată necunoscută: Ioachim Bielski istoric polonez (d. 1599)

## Decese
- 22 august: Guillaume Budé (Budaeus), 73 ani, umanist, diplomat, filolog și elenist francez (n. 1468)